# Aartsbisdom Barquisimeto
Het aartsbisdom Barquisimeto (Latijn: Archidioecesis Barquisimetensis) is een rooms-katholiek aartsbisdom met als zetel Barquisimeto, in Venezuela. De aartsbisschop van Barquisimeto is metropoliet van de kerkprovincie Barquisimeto, waartoe ook de volgende suffragane bisdommen behoren:
- Acarigua-Araure
- Carora
- Guanare
- San Felipe

## Geschiedenis
Het aartsbisdom werd opgericht op 7 maart 1863, als het bisdom Barquisimeto, uit delen van het bisdom Mérida, en was suffragaan aan het aartsbisdom Caracas. Op 14 augustus 1867 veranderde het van naam naar bisdom Coro, en op 22 oktober 1869 naar bisdom Barquisimeto. Op 30 april 1966 werd het verheven tot metropolitaan aartsbisdom. 

## Parochies
Het aartsbisdom had in 2022 een oppervlakte van 8.590 km2 en telde 2.248.000 inwoners waarvan 94,4% rooms-katholiek was.

## Ordinarii

### Bisschoppen
- Victor José Díez Navarrete (22 juni 1868 - 13 oktober 1893)
- Gregorio Rodríguez y Obregón (21 mei 1894 - 1901)
- Aguedo Felipe Alvarado Liscano (16 augustus 1910 - 25 september 1926)
- Enrique María Dubuc Moreno (26 september 1926 - 17 november 1947; coadjutor sinds 10 mei 1926)

### Aartsbisschoppen
- Críspulo Benítez Fontúrvel (21 oktober 1949 - 18 oktober 1982)
  - Marcial Augusto Ramírez Ponce (hulpbisschop: 31 maart 1967 - 15 april 1970)
  - Eduardo Herrera Riera (hulpbisschop: 31 oktober 1970 - 5 juli 1994)
- Tulio Manuel Chirivella Varela (18 oktober 1982 - 22 december 2007)
  - José Luis Azuaje Ayala (hulpbisschop: 18 maart 1999 - 15 juli 2006)
- Antonio José López Castillo (22 december 2007 - 25 maart 2020)
  - Victor Hugo Basabe (apostolisch administrator: 5 oktober 2018 - 8 december 2023)
  - Owaldo Enrique Araque Valero (apostolisch administrator: 8 december 2023 - heden)
- sedisvacatie

Barquisimeto (aartsbisdom) · Acarigua-Araure · Carora · Guanare · San Felipe